# Juxkopfturm

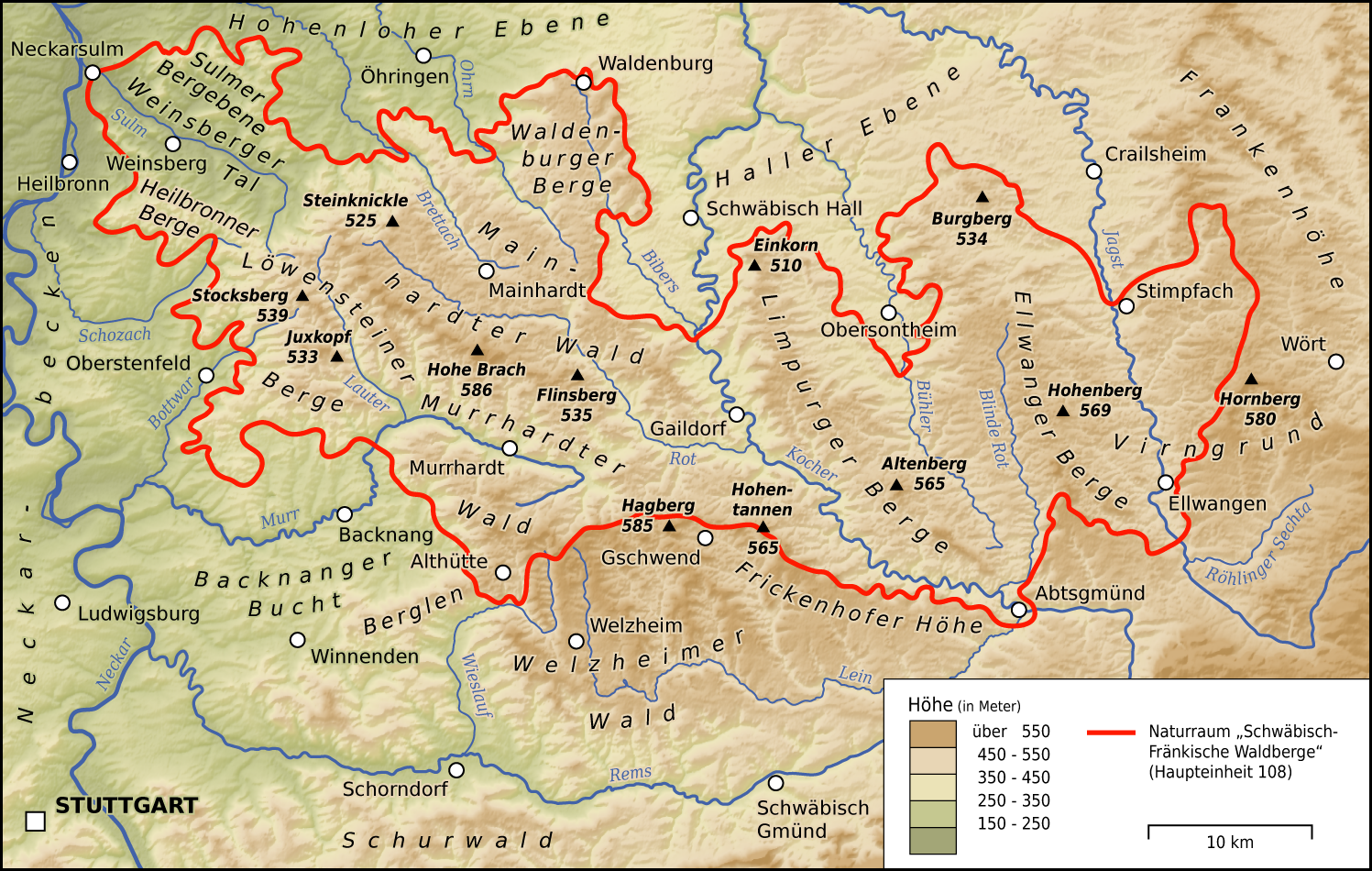
Naturraum Schwäbisch-Fränkische Waldberge u. a. mit dem Juxkopf in den Löwensteiner Bergen

Der Juxkopfturm ist ein 22 m hoher Aussichtsturm im Naturraum Schwäbisch-Fränkische Waldberge. Er steht im baden-württembergischen Rems-Murr-Kreis beim Spiegelberger Ortsteil Jux auf dem Juxkopf (533,1 m ü. NHN). Diese Unterjura-Kuppe ist die zweithöchste Erhebung der Löwensteiner Berge.

## Geschichte
Der Turm ist bereits der dritte Bau an dieser Stelle: Der erste Vorgängerbau entstand 1882. Er wurde 1902 wegen Baufälligkeit abgerissen und durch einen neuen Turm ersetzt. Der heutige Turm wurde 1932 in geschlossener Holzbauweise auf einem Betonfundament errichtet. Er wurde bis 2008 von der Ortsgruppe Besigheim des Schwäbischen Albvereins betreut; seitdem ist er in der Obhut der Ortsgruppe Juxkopf.

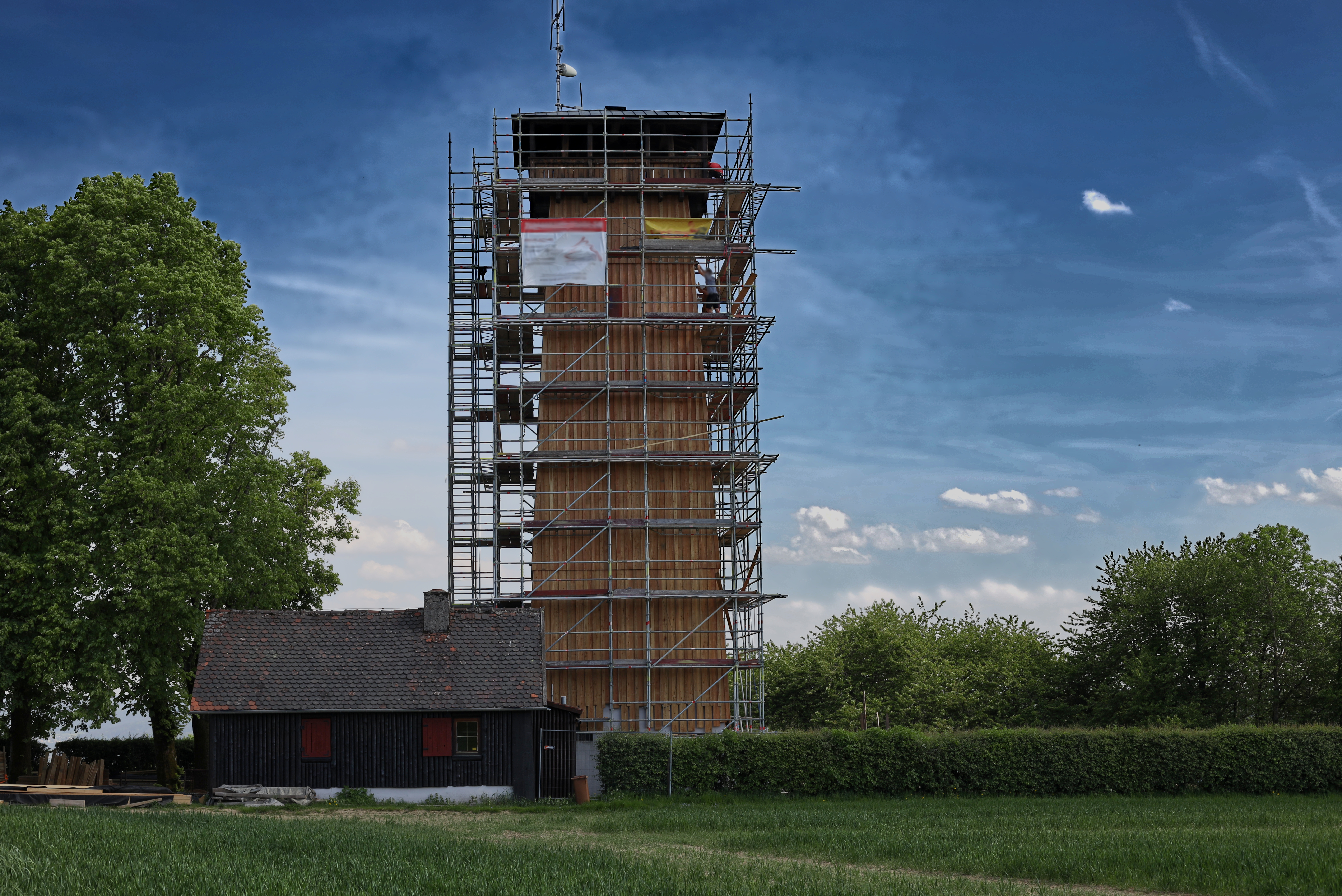
Der eingerüstete Juxkopfturm während der Sanierung 2022

Neben dem Turm wurde 1936 das spartanisch ausgestattete Wanderheim Juxkopfhütte mit 20 Schlafplätzen errichtet, heute ist das Wanderheim in den Monaten von April bis Oktober an Sonn- und Feiertagen bewirtschaftet.

## Aussichtsmöglichkeiten
Die auf 18 Meter Höhe liegende Plattform des Juxkopfturms bietet Aussicht über die Schwäbisch-Fränkischen Waldberge. Sie fällt auch in die Täler von Jagst, „Spiegelberger“ Lauter, Neckar und Rems. Man blickt außerdem zum Stromberg (477,3 m) im Westen und Nordschwarzwald im Südwesten. Im Osten ist im Mainhardter Wald der Fernmeldeturm Großerlach auf der Hohen Brach (586,9 m; höchste Erhebung des Schwäbisch-Fränkischen Waldes) zu sehen. Im Südosten sieht man den Hagberg (586,9 m) mit dem Hagbergturm. Nach Südsüdwesten bis Südosten schaut man zur Schwäbischen Alb.